# Frank Clement

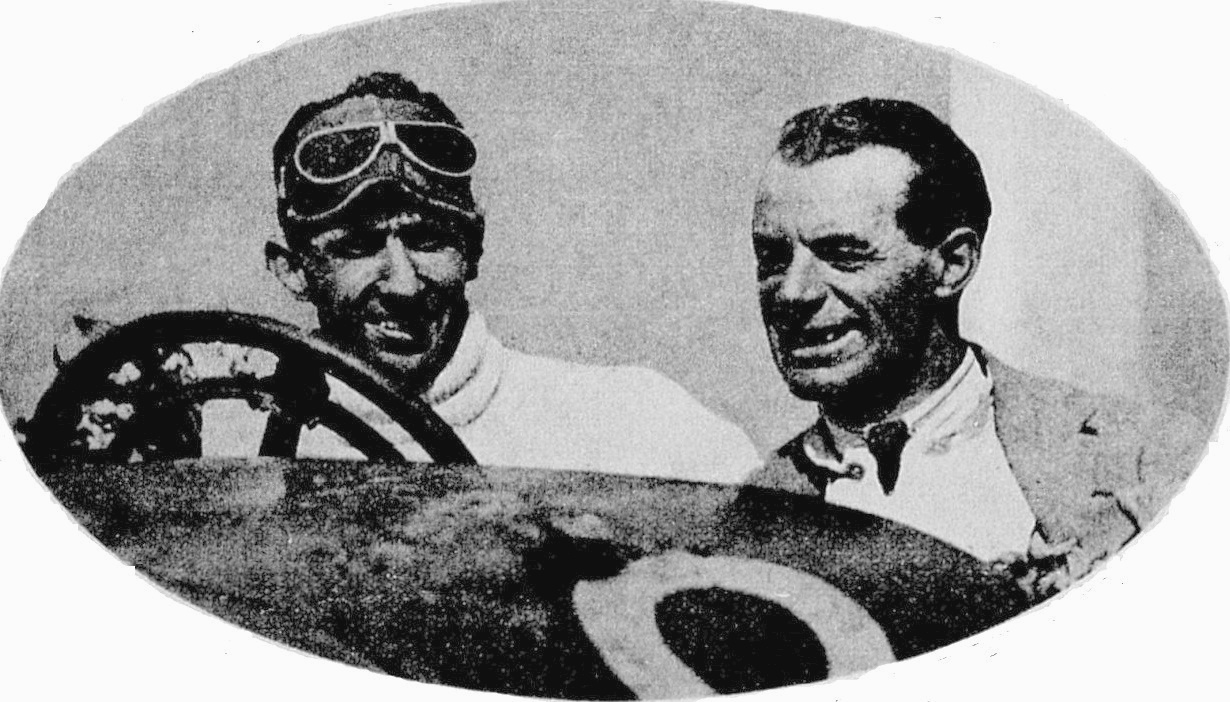
Frank Clement (rechts) met John Duff tijdens de 24 uur van Le Mans in 1924.

Frank Charles Clement (Berkhamsted, 15 juni 1886 - Hexham, 15 februari 1970) was een Brits autocoureur en een van de beroemde "Bentley Boys" uit de jaren '20. In 1924 won hij, samen met John Duff, de 24 uur van Le Mans.

## Carrière
Clement maakte in 1922 zijn autosportdebuut in de RAC Tourist Trophy. In een Bentley 3 Litre eindigde hij als tweede. Vervolgens werd hij testcoureur van Bentley en mocht hij in 1923 meedoen aan de eerste editie van de 24 uur van Le Mans. Hij reed de race met John Duff als het enige Britse team in het evenement. Zij eindigden als vierde. In 1924 reden de twee opnieuw samen in Le Mans en wonnen zij de race. Hiermee behaalden zij de eerste overwinning van Bentley in Le Mans. In 1925 reden zij voor een derde keer samen, maar moesten zij vanwege een brand in de auto vroegtijdig opgeven.
In 1926 breidde Bentley hun fabrieksteam uit naar drie auto's. Clement werd aan George Duller gekoppeld, maar zij wisten de race niet te finishen. Ook in 1927 en 1928 kwam Clement niet aan de finish. In 1929 werd hij, samen met Jean Chassagne, vierde in de race, voordat hij in zijn laatste Le Mans in 1930 samen met Dick Watney tweede werd. Hierna trok Bentley zich terug uit de racerij.
Tussendoor reed Clement ook een aantal andere races. In 1927 werd hij derde in de 6 uur van Brooklands en won hij samen met Duller de 24 uur van Parijs op het Autodrome de Linas-Montlhéry. In 1929 won hij samen met Jack Barclay de 500 mijl van Brooklands. In 1930 won hij met Woolf Barnato de 2x12 uur van Brooklands in een Bentley Speed Six.
Clement overleed in 1970 op 83-jarige leeftijd.